# Vicariato apostolico del Darién
Il vicariato apostolico del Darién (in latino Vicariatus Apostolicus Darienensis) è una sede della Chiesa cattolica a Panama. Nel 2022 contava 53.700 battezzati su 60.800 abitanti. È retto dal vescovo Pedro Joaquín Hernández Cantarero, C.M.F.

## Territorio
Il vicariato apostolico comprende la provincia panamense del Darién e le comarche indigene di Emberá e di Kuna de Wargandí.
Sede del vicariato è la città di Metetí, dove si trova la cattedrale di Nostra Signora di Guadalupe.
Il territorio è suddiviso in 10 parrocchie.

## Storia
Il vicariato apostolico è stato eretto il 29 novembre 1925, ricavandone il territorio dalla diocesi di Panama (oggi arcidiocesi).
Il 15 dicembre 1988 ha ceduto una porzione del suo territorio a vantaggio dell'erezione della diocesi di Colón (oggi diocesi di Colón-Kuna Yala).

## Cronotassi dei vescovi
Si omettono i periodi di sede vacante non superiori ai 2 anni o non storicamente accertati.
- Juan José Maíztegui y Besoitaiturria, C.M.F. † (14 luglio 1926 - 1932 nominato vescovo ausiliare di Panama)
- José María Preciado y Nieva, C.M.F. † (26 febbraio 1934 - 19 maggio 1955 dimesso)
- Jesús Serrano Pastor, C.M.F. † (7 aprile 1956 - 22 luglio 1981 ritirato)
- Carlos María Ariz Bolea, C.M.F. (22 luglio 1981 - 15 dicembre 1988 nominato vescovo di Colón)
- Rómulo Emiliani Sánchez, C.M.F. (15 dicembre 1988 - 2 febbraio 2002 nominato vescovo ausiliare di San Pedro Sula)
  - Sede vacante (2002-2005)
- Pedro Joaquín Hernández Cantarero, C.M.F., dal 12 febbraio 2005

## Statistiche
Il vicariato apostolico nel 2022 su una popolazione di 60.800 persone contava 53.700 battezzati, corrispondenti all'88,3% del totale.
| anno | popolazione | popolazione | popolazione | presbiteri | presbiteri | presbiteri | presbiteri                | diaconi | religiosi | religiosi | parrocchie |
| anno | battezzati  | totale      | %           | numero     | secolari   | regolari   | battezzati per presbitero | diaconi | uomini    | donne     | parrocchie |
| ---- | ----------- | ----------- | ----------- | ---------- | ---------- | ---------- | ------------------------- | ------- | --------- | --------- | ---------- |
| 1949 | 80.000      | 100.000     | 80,0        | 23         | 1          | 22         | 3.478                     |         | 37        | 51        | 4          |
| 1966 | 113.198     | 138.698     | 81,6        | 24         | 1          | 23         | 4.716                     |         | 33        | 71        | 8          |
| 1970 | 118.903     | 159.629     | 74,5        | 30         | 1          | 29         | 3.963                     |         | 39        | 64        |            |
| 1976 | 135.000     | 175.000     | 77,1        | 36         | 2          | 34         | 3.750                     |         | 49        | 63        | 17         |
| 1980 | 150.000     | 190.000     | 78,9        | 36         | 2          | 34         | 4.166                     |         | 52        | 65        | 17         |
| 1990 | 30.000      | 36.000      | 83,3        | 5          |            | 5          | 6.000                     | 1       | 8         | 20        | 7          |
| 1999 | 48.000      | 60.000      | 80,0        | 12         | 2          | 10         | 4.000                     |         | 13        | 18        |            |
| 2000 | 48.000      | 60.000      | 80,0        | 9          | 2          | 7          | 5.333                     |         | 9         | 24        |            |
| 2001 | 48.000      | 60.000      | 80,0        | 7          | 1          | 6          | 6.857                     |         | 9         | 29        |            |
| 2002 | 48.000      | 60.000      | 80,0        | 8          | 1          | 7          | 6.000                     | 1       | 10        | 24        |            |
| 2003 | 40.000      | 50.000      | 80,0        | 9          | 1          | 8          | 4.444                     |         | 9         | 28        |            |
| 2004 | 40.000      | 50.000      | 80,0        | 13         | 4          | 9          | 3.076                     |         | 11        | 27        |            |
| 2010 | 44.700      | 55.900      | 80,0        | 14         | 4          | 10         | 3.192                     |         | 13        | 21        | 9          |
| 2014 | 48.700      | 60.800      | 80,1        | 13         | 5          | 8          | 3.746                     |         | 9         | 15        | 9          |
| 2017 | 50.252      | 56.420      | 89,1        | 13         | 7          | 6          | 3.865                     |         | 7         | 12        | 10         |
| 2020 | 52.550      | 58.835      | 89,3        | 14         | 8          | 6          | 3.753                     |         | 6         | 12        | 9          |
| 2022 | 53.700      | 60.800      | 88,3        | 13         | 7          | 6          | 4.130                     |         | 7         | 8         | 10         |